# Ампудія
Ампудія (ісп. Ampudia) — муніципалітет в Іспанії, у складі автономної спільноти Кастилія-і-Леон, у провінції Паленсія. Населення — 609 осіб (2010).
Муніципалітет розташований на відстані близько 190 км на північний захід від Мадрида, 23 км на південний захід від Паленсії.
На території муніципалітету розташовані такі населені пункти: (дані про населення за 2010 рік)
- Ампудія: 511 осіб
- Деесілья: 12 осіб
- Ескілео-де-Абахо: 5 осіб
- Ескілео-де-Арріба: 2 особи
- Монте-ла-Торре: 1 особа
- Раясес: 12 осіб
- Вальдебустос: 0 осіб
- Валорія-дель-Алькор: 59 осіб
- Нуестра-Сеньйора-де-Альконада: 7 осіб

## Демографія
Динаміка населення (INE ):